# Aeroporto Metropolitano de Colúmbia
O Aeroporto Metropolitano de Colúmbia (em inglês: Columbia Metropolitan Airport) (IATA: CAE, ICAO: KCAE) é um aeroporto localizado no Condado de Lexington, que serve principalmente a cidade de Colúmbia, capital e maior cidade do estado da Carolina do Sul, nos Estados Unidos.